# Tp5
Tp5 – pruska lokomotywa parowa produkowana od 1908 roku przez zakłady Schichau w Elblągu dla pruskich kolei państwowych. Lokomotywy eksploatowano w Niemczech do 1961 roku.
W Polsce oznaczona była jako Tp5. Na kolejach niemieckich oznaczona numerami 55 2301-2433.